# Campania din Kuban
Campania intenționa să distragă atenția forțelor tătare din Crimeea. Cu toate acestea, cercetările moderne sugerează că campania din Kuban a fost o ofensivă independentă. Această ofensivă a avut ca scop contracararea incursiunilor tătare în Azov și reducerea posibilului sprijin al gazdei Kuban pentru principalele forțe tătare din Crimeea. În plus, pentru a arăta și extinde controlul rusesc asupra stepei de la sud de Azov și pentru a lega domeniile lui Petru cu aliații săi circasieni din Sankt Petersburg . [1] [2] Contele rus premierul Apraksin a strâns 13.888 de militari pentru campanie, s-au alăturat forțelor Kalmyk, care au constituit un total de 34.362 de militari împotriva tătarilor.
La 3 iulie 1711, Apraksin s-a îndreptat spre Kuban cu forțele sale combinate. Pe 5 august, Apraksin a sosit la Azov și a staționat acolo timp de 10 zile pentru a reface proviziile și a se odihni pentru armată. La 14 august, armata a reluat marșul. Apraksin nu știa că tratatul de pace era deja semnat și Campania Purth s-a încheiat când se afla la Azov, dar a luat cunoștință de tratat la mijlocul lunii septembrie, deși a continuat până atunci operațiunile armatei sale împotriva otomanilor și tătarilor. Dacă acesta a fost cazul sau dacă Campania Kuban a fost continuată ca o formă de răzbunare pentru ceea ce s-a întâmplat în Moldova este discutat. Oricum, valea Kuban avea un număr mare de animale și apărare limitată, ceea ce o făcea o țintă perfectă. Sursele otomane contemporane afirmă că fortificațiile au fost pe jumătate distruse și păzite de un număr nesemnificativ de forțe, artileria era extrem de limitată. Puterea garnizoanei Kuban era formată din 10.000 de cazaci renegați și staroobrydny, cu o putere totală de 23.000, care era slab antrenat
Pe 26 august, Apraksin și-a separat forțele în două coloane. Contingentul de avangardă era comandat de colonelul Ivan Lyvov și era format din 18.460 de militari, avansați pentru a preveni concentrarea forțelor inamice în urma unei serii de lupte cu nogaiii. Singura concentrare majoră de tătari a fost învinsă pe 29 lângă râul Kuban, 5.000 de tătari s-au înecat în râu, aproape 22.000 de tătari au căzut în captivitate, inclusiv femei și copii. Kalmyks au distrus forțele lui Nureddin-Sultan, ucigând 11.300 de tătari.
Apraksin a mers spre nord-est de-a lungul râului și apoi înapoi la Azov prin stepa Kuban după devastarea tătarilor. La începutul lunii septembrie, Apraksin a primit vestea despre 4.000 de nogaii care se întorceau din raid, care au fost prinși în ambuscadă de kalmyk și învinși, eliberând câteva mii de prizonieri ruși. La 6 septembrie, Apraksin a fost atacat de 7.000 de soldați conduși de Nureddin-Sultan, care au fost și ei înfrânți. Apraksin a fost informat ulterior despre înfrângerea Rusiei de la Pruth, așa că și-a încheiat campania în grabă.
La 29 decembrie, Apraksin a ajuns la Kazan, pe care a guvernat-o. Campania lui Apraksin de la Kuban ar fi putut fi primul efort militar de succes, desfășurat la o asemenea amploare de țaratul Rusiei împotriva nomazilor pontici. Forțele ruse au făcut cel mai bine în timpul campaniei Kuban, câștigând fiecare bătălie și încăierare împotriva inamicului. Disciplina era mare, ordinele de luptă erau executate în ordine, iar victimele erau nesemnificative.